# Palatul Prefecturii din Napoli
Palatul Prefecturii (în italiană Palazzo della Prefettura) este un palat monumental situat în Piața Plebiscitului din centrul orașului Napoli (Italia). El se află în fața și la nord de Palatul Regal.

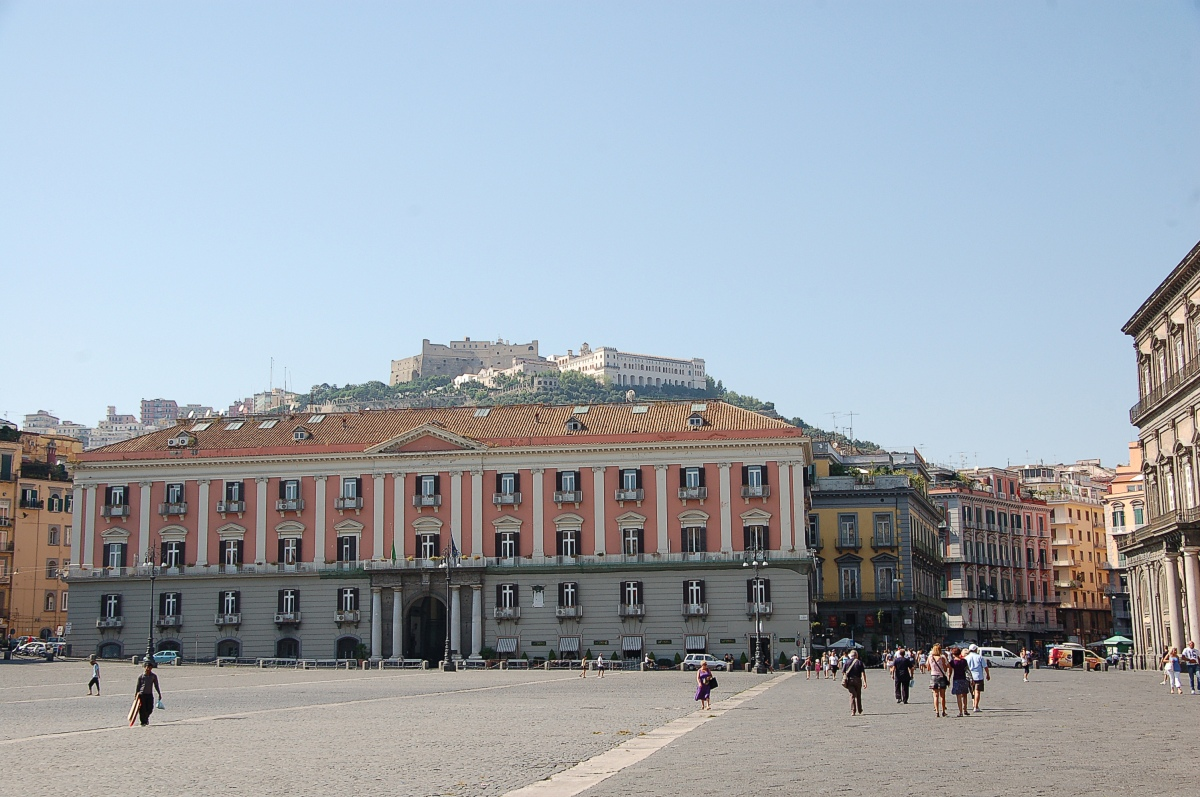
Palatul Prefecturii văzut din Piața Plebiscitului, mai sus pe dealul din spate se află Certosa di San Martino.

## Istoric
Palatul, denumit anterior Palazzo della Foresteria, a fost comandat de regele Ferdinand I ca o casă de oaspeți aflată în grădinile palatului său regal. El a adăpostit anterior (în secolul al XIV-lea) o mănăstire de călugări vasilieni. Prezenta clădire neoclasică și geamăna ei din partea opusă a pieței (Palatul Salerno) au fost proiectate de arhitecții secolului al XIX-lea Leopoldo Laperuta și Antonio De Simone. În 1890 Antonio Curri a decorat primul etaj al Caffè Gambrinus, clădire notabilă ca loc de întâlnire pentru artiștii din secolul al XIX-lea.